# Palais Gresham
Le palais Gresham (en hongrois : Gresham-palota) est un édifice abritant le Four Seasons Gresham Palace Hotel dans le 5e arrondissement de Budapest. L'établissement est situé dans le quartier de Belváros, en face du Széchenyi Lánchíd sur Széchenyi István tér.
Ce site est desservi par la station Széchenyi István tér :  2 2A.

## Histoire
Le site était autrefois occupé par la maison Nákó (Nákó-ház), un palais néoclassique construit en 1827. En 1880, la  compagnie d'assurance-vie Gresham Life Assurance Society, basée à Londres, achète la propriété, à un moment où il était illégal d'investir de l'argent dans des actions, mais où des revenus locatifs étaient un investissement judicieux. La société décide ensuite de construire son siège étranger sur le site dans un cadre plus grandiose. L'architecte local Zsigmond Quittner est chargé de concevoir la nouvelle structure, et en 1904 commence la construction du Palais Gresham, achevée en 1906.
À l'origine, le palais servait d'immeuble de bureaux, ainsi que de résidence pour de riches aristocrates britanniques liés à la société Gresham. Pendant la période d'occupation après la Seconde Guerre mondiale, des soldats soviétiques résidaient dans ce palais extravagant. Il devient finalement vétuste, et est utilisé comme immeuble d'habitation sous la République populaire de Hongrie. Lorsque la démocratie est rétablie, le gouvernement offre le palais à la ville de Budapest. En 2001, il est acheté par la société d'hôtels Four Seasons, et ouvre peu après en tant qu'hôtel de luxe. Parmi les détails d'origine restaurés par la société actuellement propriétaire Quinlan Private, on trouve un grand escalier, des vitraux, des mosaïques, des ferronneries et des jardins d'hiver.

## Galerie

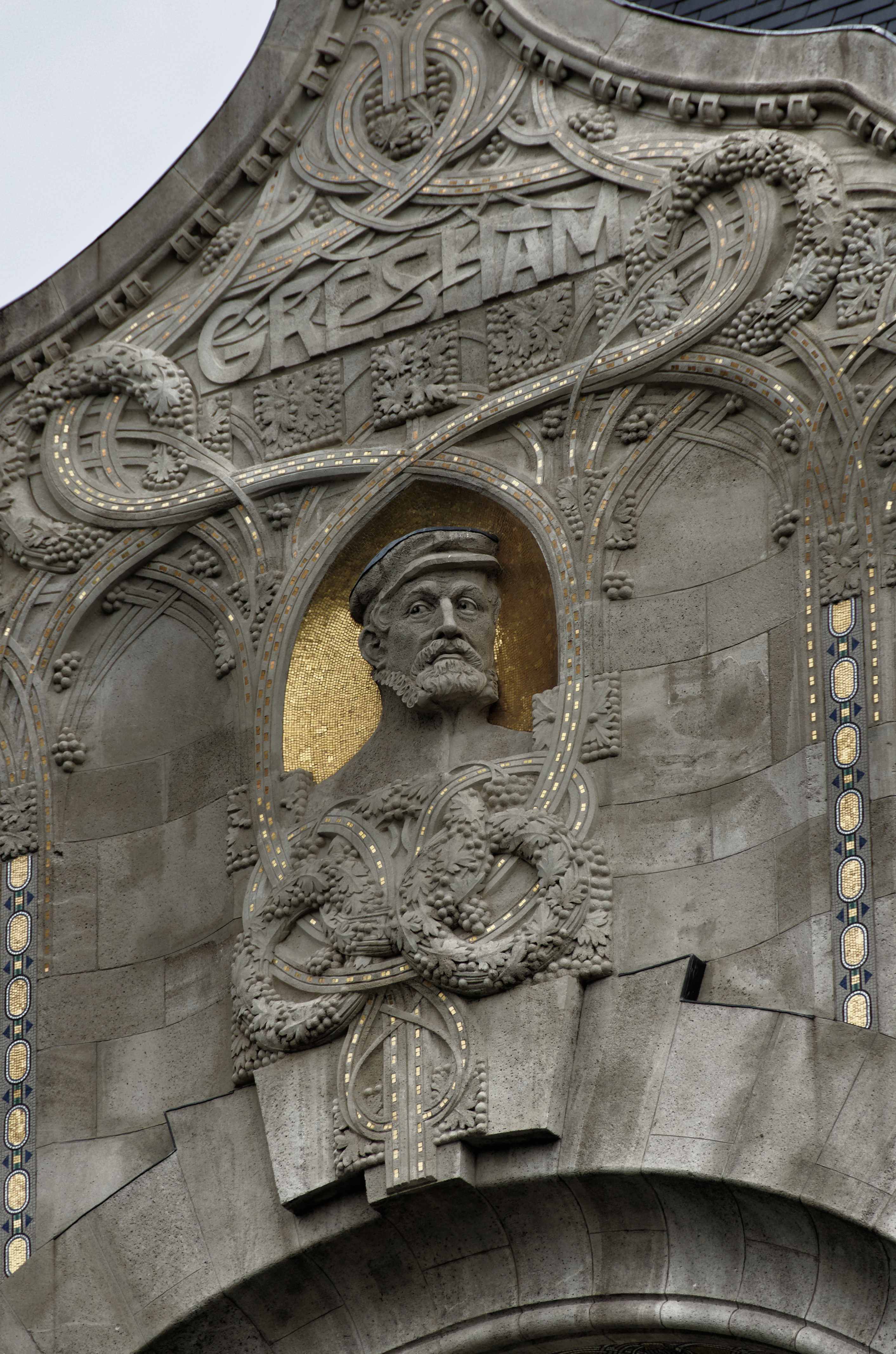
Buste de sir Thomas Gresham sur le fronton par Ede Telcs.
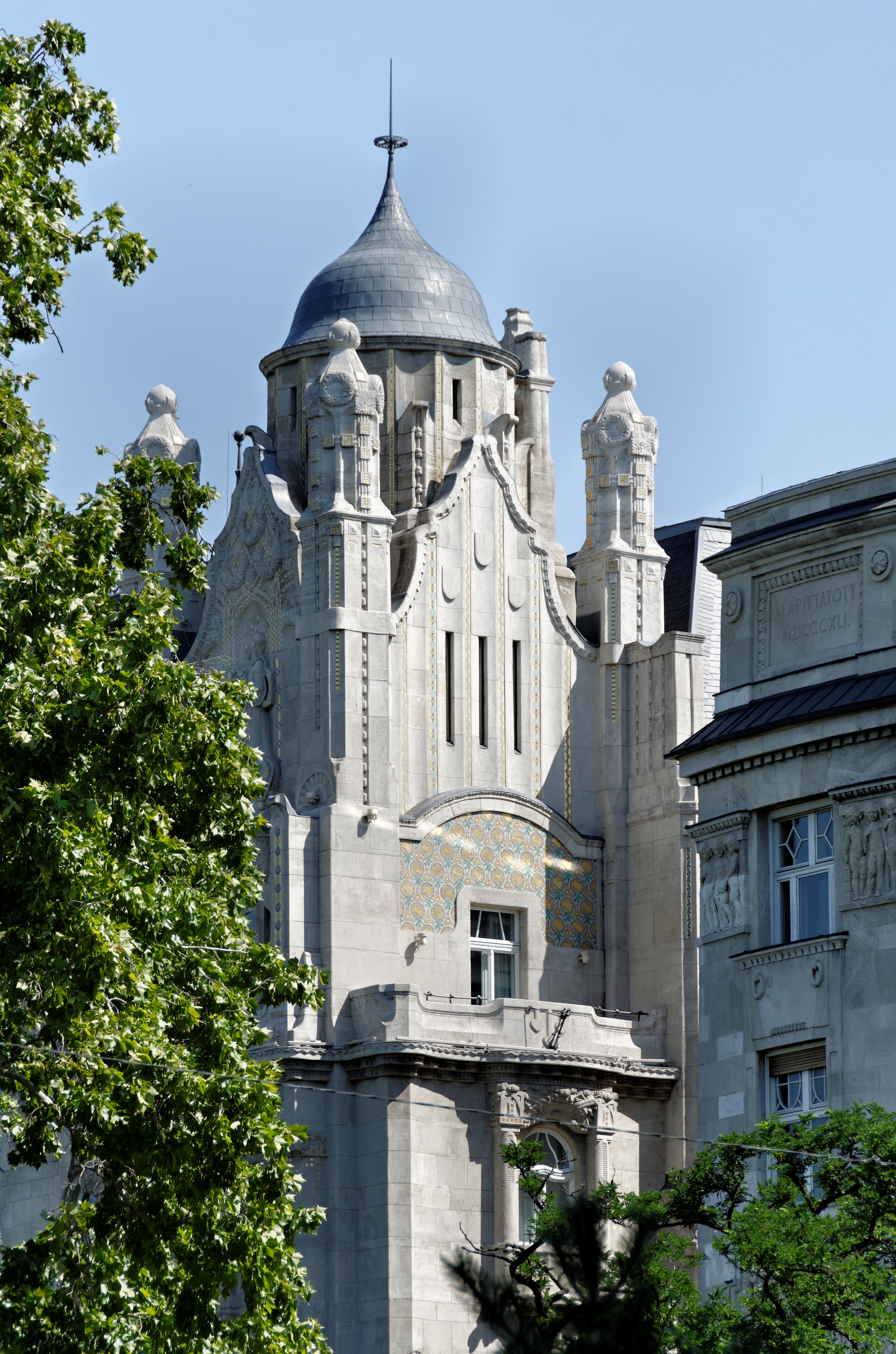
Deux tours coiffées de dômes en bulbe encadrent la façade principale, évoquant à la fois le Moyen Âge, l'Orient et le baroque.
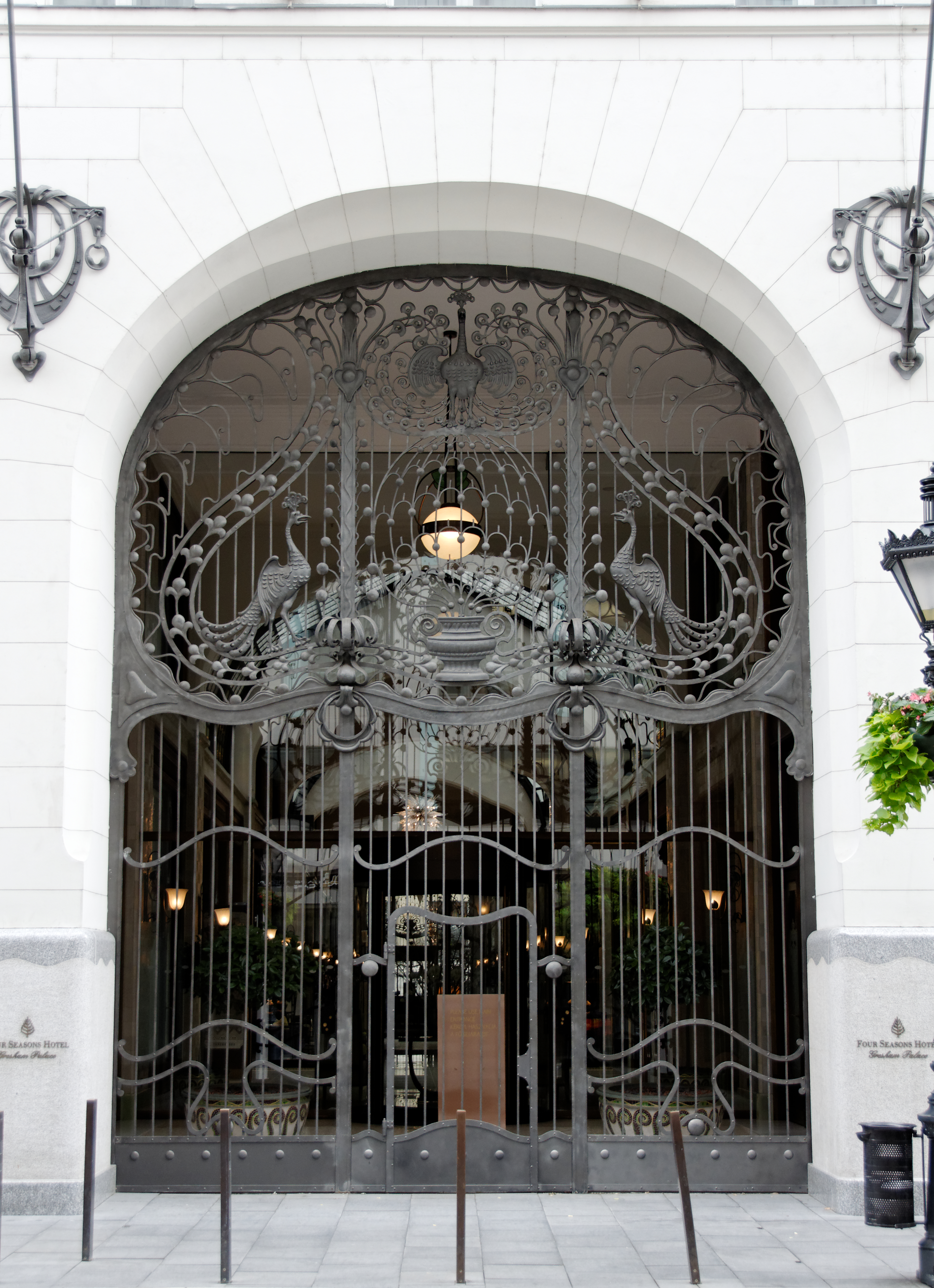
Ferronneries avec des représentations de paons, motif très utilisé par la Sécession.
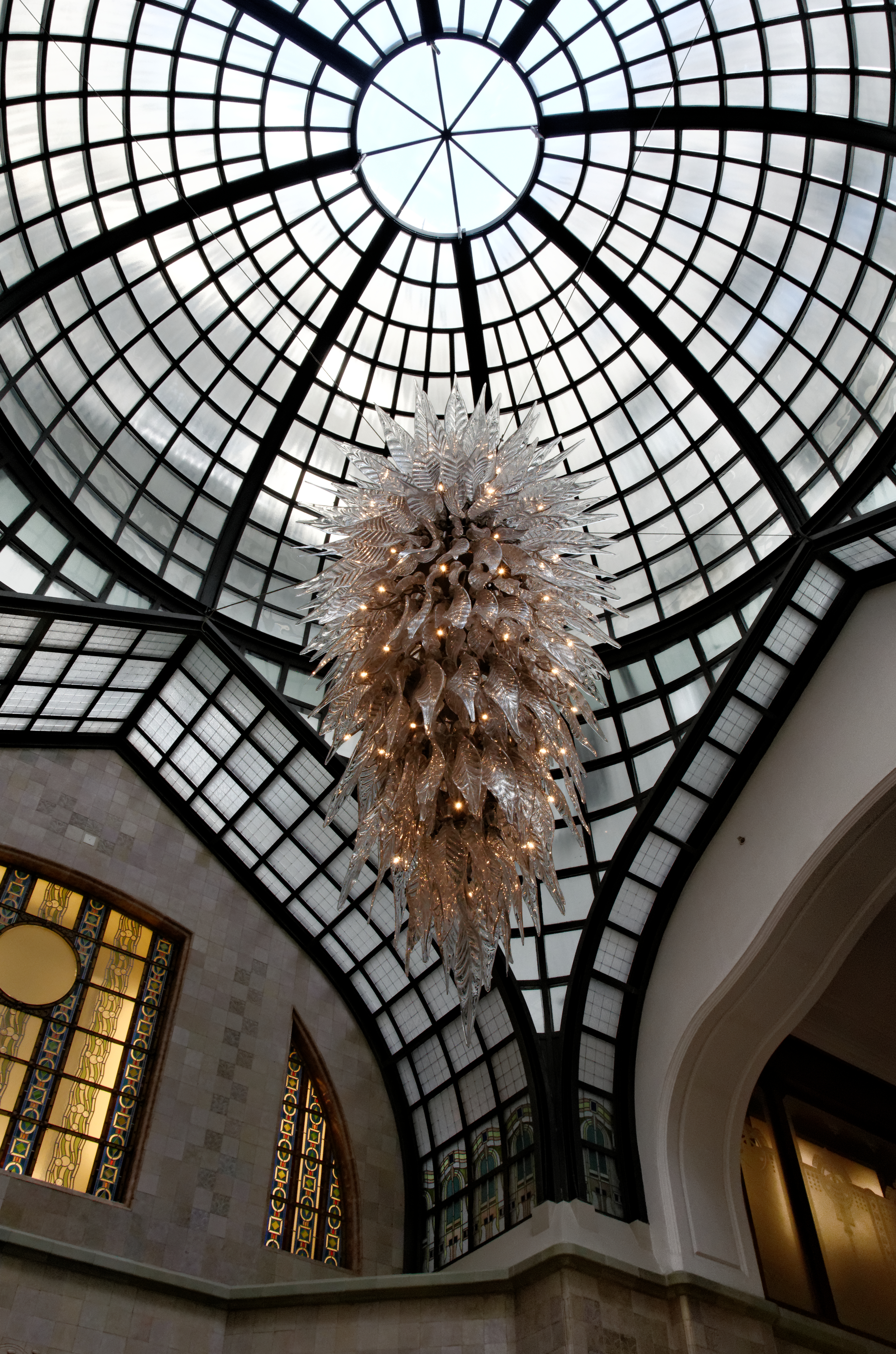
Verrière et lustre de la galerie.
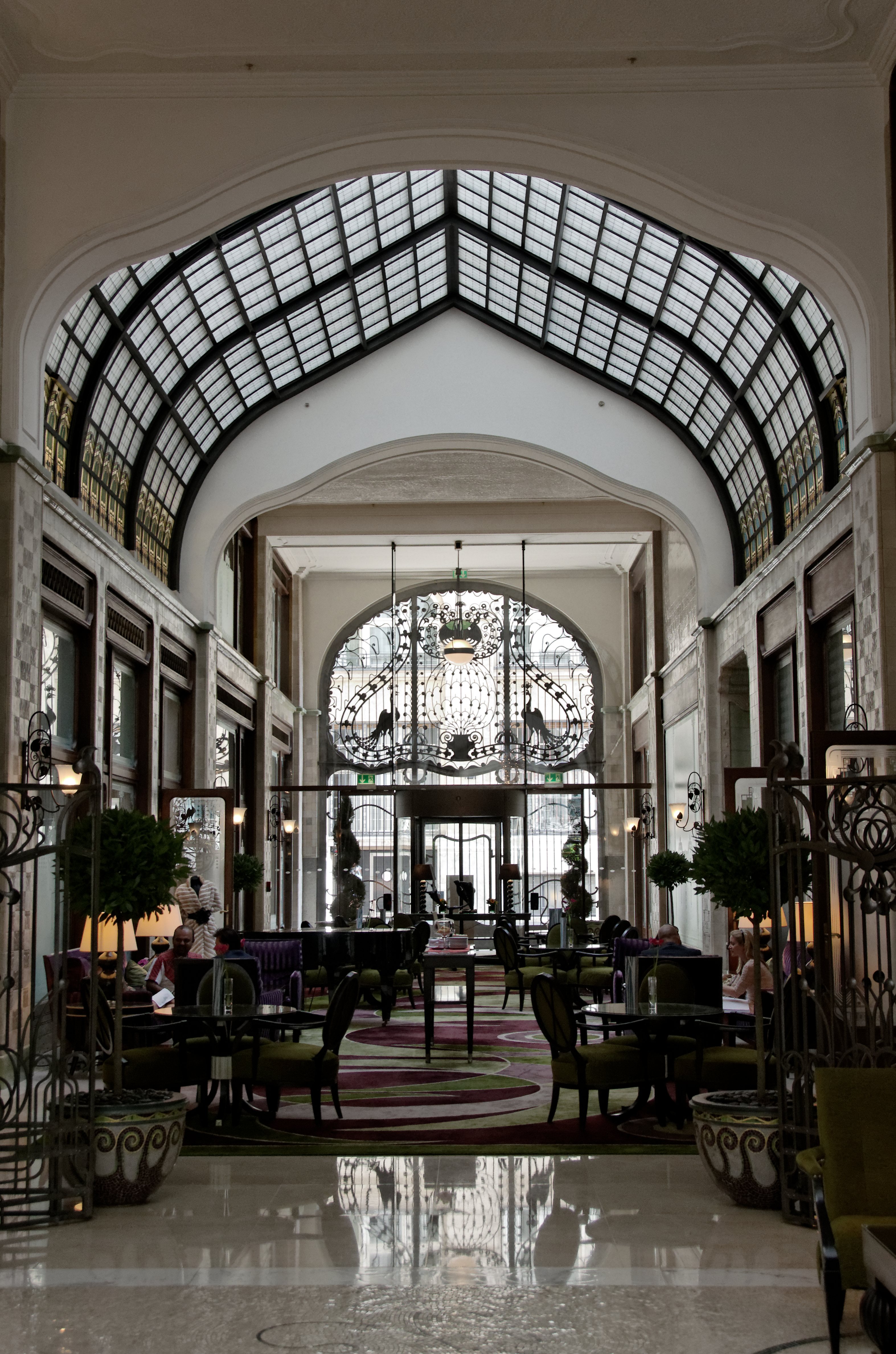
Galerie du passage couvert de l'hôtel Four Seasons